# Concile de Paris (361)
Pour les articles homonymes, voir Concile de Paris.
Le premier concile de Paris s'est tenue en 361, sous la présidence de l'évêque Hilaire de Poitiers, qui condamne l’arianisme et ses défenseurs.

## Description
Cette année-là, Julien devient officiellement empereur romain et rend aux Églises chrétiennes toute leur liberté religieuse, sans distinction de dogme. Les évêques exilés rentrent chez eux. Hilaire de Poitiers, principal opposant aux thèses arianistes soutenues en Gaule par l’évêque d’Arles Saturnin, réussit à organiser un concile à Paris qu’il préside. Il y fait condamner l'arianisme et excommunier Saturnin.
D'après la tradition, ce concile aurait eu lieu dans la chapelle Saint-Clément, aujourd'hui disparue, à proximité de l'église Saint-Médard actuelle.